# جردن اسمیت
جردن اسمیت (انگلیسی: Jordan Smith؛ زادهٔ ۱۹۸۹ میلادی) بازیگر اسکاتلندی-استرالیایی است. وی از سال ۲۰۰۶ میلادی تاکنون مشغول فعالیت بوده‌است.
از فیلم‌ها یا برنامه‌های تلویزیونی که وی در آن نقش داشته است، می‌توان به شکست‌ناپذیر و وایکینگ‌ها اشاره کرد.